# Françoise Jamin
Pour les articles homonymes, voir Jamin.
Françoise Jamin, née le 1er mars 1773 et décédée le 17 novembre 1840 à Sainte-Colombe, près de La Flèche dans la Sarthe, est une religieuse française, fondatrice de la congrégation des « Filles du Saint-Cœur de Marie », dite de la Providence, en 1806.

## Biographie
Françoise Jamin naît le 1er mars 1773 dans une famille de tanneurs installée dans le quartier de la Beufferie de la petite paroisse de Sainte-Colombe, près de La Flèche. Aînée d'une famille de trois enfants, elle est envoyée en pension à l'âge de 12 ans chez les Visitandines de La Flèche. Elle reçoit ensuite des leçons particulières de la part de Charles Boucher, un chirurgien fléchois, pendant sept années. Désirant se consacrer au soin et à l'accompagnement des pauvres et des malades, elle séjourne à plusieurs reprises au sein du couvent des hospitalières de Saint-Joseph.
En 1806, elle décide d'accueillir des pensionnaires dans sa maison familiale de la rue de la Beufferie : la congrégation des Filles du Saint-Cœur de Marie, dite de la Providence, est ainsi fondée. Après seulement deux années d'existence, elle compte une quarantaine de pensionnaires et sept sœurs associées. Bien que très active dès les premières années, la congrégation n'est reconnu légalement que par une ordonnance royale du 23 mars 1828. Supérieure de la congrégation, Françoise Jamin consacre le reste de sa vie au soin des malades et des pauvres. Elle meurt le 17 novembre 1840, et son corps est inhumé dans le chœur de la chapelle de la Providence.